# 와타리정
와타리정(일본어: 亘理町)은 일본 미야기현 남동부, 아부쿠마강 하구에 있는 와타리군의 정이다.

## 지리
산업은 생산고 순위에서는 3차 산업이 주요하지만 토지 이용 면에서는 농지가 47.5%를 차지해 농업 도시이다. 도호쿠 지방에서는 비교적 온난한 기후를 이용해 과수·화훼 재배가 번성하고 딸기가 특산품이다. 최근에는 향토 요리인 하라코 밥이 일본 TV에서 방송되는 등 각광을 받고 있다.
아부쿠마 산지보다 바다 쪽에 위치하기 때문에 미야기현에서 가장 눈이 적은 지역이다. 연평균 기온은 12.5°C이고 연강수량은 1,224mm이다. 또한 북쪽의 센다이시와 남쪽의 소마시에서 등거리 (쌍방에서 28km)에 위치하며, 지리적·역사적으로 쌍방의 영향을 받고 있다.
| 와타리정의 기후                                              | 와타리정의 기후 | 와타리정의 기후 | 와타리정의 기후 | 와타리정의 기후 | 와타리정의 기후 | 와타리정의 기후 | 와타리정의 기후 | 와타리정의 기후 | 와타리정의 기후 | 와타리정의 기후 | 와타리정의 기후 | 와타리정의 기후 | 와타리정의 기후 |
| 월                                                           | 1월             | 2월             | 3월             | 4월             | 5월             | 6월             | 7월             | 8월             | 9월             | 10월            | 11월            | 12월            | 연간            |
| ------------------------------------------------------------ | --------------- | --------------- | --------------- | --------------- | --------------- | --------------- | --------------- | --------------- | --------------- | --------------- | --------------- | --------------- | --------------- |
| 역대 최고 기온 °C (°F)                                       | 17.4 (63.3)     | 20.2 (68.4)     | 25.2 (77.4)     | 30.2 (86.4)     | 30.8 (87.4)     | 32.8 (91.0)     | 36.1 (97.0)     | 36.0 (96.8)     | 34.4 (93.9)     | 29.5 (85.1)     | 26.1 (79.0)     | 20.8 (69.4)     | 36.1 (97.0)     |
| 일평균 최고 기온 °C (°F)                                     | 6.1 (43.0)      | 6.7 (44.1)      | 10.1 (50.2)     | 15.3 (59.5)     | 19.7 (67.5)     | 22.4 (72.3)     | 25.8 (78.4)     | 27.5 (81.5)     | 24.6 (76.3)     | 19.7 (67.5)     | 14.3 (57.7)     | 8.8 (47.8)      | 16.8 (62.2)     |
| 일일 평균 기온 °C (°F)                                       | 1.8 (35.2)      | 2.2 (36.0)      | 5.2 (41.4)      | 10.3 (50.5)     | 15.2 (59.4)     | 18.7 (65.7)     | 22.4 (72.3)     | 23.9 (75.0)     | 20.6 (69.1)     | 15.2 (59.4)     | 9.4 (48.9)      | 4.3 (39.7)      | 12.4 (54.4)     |
| 일평균 최저 기온 °C (°F)                                     | −2.5 (27.5)     | −2.3 (27.9)     | 0.3 (32.5)      | 5.2 (41.4)      | 11.0 (51.8)     | 15.6 (60.1)     | 19.7 (67.5)     | 21.0 (69.8)     | 17.2 (63.0)     | 11.1 (52.0)     | 4.6 (40.3)      | −0.1 (31.8)     | 8.4 (47.1)      |
| 역대 최저 기온 °C (°F)                                       | −13.0 (8.6)     | −11.6 (11.1)    | −6.4 (20.5)     | −4.9 (23.2)     | 2.9 (37.2)      | 7.9 (46.2)      | 12.3 (54.1)     | 12.7 (54.9)     | 7.7 (45.9)      | 0.9 (33.6)      | −3.8 (25.2)     | −7.3 (18.9)     | −13.0 (8.6)     |
| 평균 강수량 mm (인치)                                        | 45.3 (1.78)     | 33.3 (1.31)     | 71.7 (2.82)     | 86.6 (3.41)     | 104.7 (4.12)    | 133.1 (5.24)    | 180.7 (7.11)    | 154.9 (6.10)    | 202.6 (7.98)    | 164.0 (6.46)    | 58.0 (2.28)     | 37.3 (1.47)     | 1,272.2 (50.09) |
| 평균 강수일수 (≥ 1.0 mm)                                     | 5.3             | 5.1             | 7.7             | 8.1             | 9.4             | 11.7            | 13.8            | 11.5            | 12.1            | 8.8             | 5.8             | 5.5             | 104.8           |
| 평균 월간 일조시간                                           | 153.2           | 158.2           | 183.4           | 190.6           | 190.1           | 146.0           | 132.9           | 155.9           | 131.2           | 144.9           | 145.5           | 146.4           | 1,881.1         |
| 출처: 일본 기상청 (평년값: 1991년~2020년, 극값: 1976년~현재) |                 |                 |                 |                 |                 |                 |                 |                 |                 |                 |                 |                 |                 |

## 역사
쿠니노미야쓰코이 할거한 7세기 전반에는 "와타리"의 한자 표기가 "曰"였다. 7세기 후반에 율령 체제에 편입되면서 무쓰국가의 와타리군이 718년부터 728년까지 이와키국(일본어: 石城国)의 북단이었다.
가마쿠라 시대와 무로마치 시대가 되면서 와타리씨(일본어: 亘理氏)의 본거지가 되었지만, 아즈치모모야마 시대에 와타리씨는 다테씨에 항복했고 보신 전쟁 종결까지 다테씨의 지배하에 들어갔다.
- 718년 - 속일본기에 와타리군이 있어 이것이 와타리가 등장하는 최초의 문헌 기록이다.
- 1190년 - 와타리씨의 조상인 무카이시 타네모리(武石胤盛)가 겐료조에게 와타리군을 하사받았다.
- 1591년 - 와타리씨가 와쿠다니로 전봉되었고, 가타쿠라 게이즈나가 이후 11년 간 와타리를 다스렸다.
- 1602년 - 다테 마사무네의 한 집안인 다테 시게자네가 현 와타리정에 관청을 짓고 통치를 실시하였다.
- 1889년 4월 1일 - 와타리정, 아라하마촌, 요시다촌, 오쿠마촌이 설치되었다.
- 1897년 11월 10일 - 조반선 와타리역이 개업하였다.
- 1943년 4월 29일 - 아라하마촌이 정으로 승격하였다.
- 1955년 2월 1일 - 와타리정, 아라하마정, 요시다촌, 오쿠마촌이 합병해 현재의 와타리정이 되었다.
- 2011년 3월 11일 - 동일본 대지진으로 피해를 입어 행방불명 총 305명, 발견된 시체는 207구, 또한 가옥은 5,600호 이상 피해를 입었고 산업 피해액이 3억 353만 엔이나 되었다. 또한 조반선의 철로가 반파되어 잠시 동안 불통이 되었으나 몇 년 후 복구되었다.
- 2020년 1월 6일 - 동일본 대지진으로 피해를 입은 구 정청을 대체하는 새로운 청사가 완공되어 이날부터 업무를 개시하였다.
- 2022년 - 동일본 대지진 피해의 부흥을 기원하는 대규모 불꽃놀이(도호쿠 미래 예술 불꽃)가 개최되었다

## 인구
| 연도 | 인구   | ±%     |
| ---- | ------ | ------ |
| 1920 | 17,791 | —      |
| 1930 | 20,606 | +15.8% |
| 1940 | 21,262 | +3.2%  |
| 1950 | 28,939 | +36.1% |
| 1960 | 27,277 | −5.7%  |
| 1970 | 25,141 | −7.8%  |
| 1980 | 27,822 | +10.7% |
| 1990 | 30,301 | +8.9%  |
| 2000 | 34,770 | +14.7% |
| 2010 | 34,854 | +0.2%  |

## 교통

### 철도
- 동일본 여객철도 조반선

중심역은 와타리역이다. 덧붙여 2011년 3월 11일 동일본 대지진으로 와타리역~소역 구간이 파괴되어 2013년 3월 11일 기준으로 와타리와 소마를 왕복하는 버스 노선이 운행한다.

### 도로
- 조반 자동차도
- 센다이 동부도로
- 국도 6호선

## 관광지·사적
- 와타리성터
- 쇼묘지 (称名寺)